# Commission de la langue maorie
La Commission de la langue maorie (en maori de Nouvelle-Zélande : Te Taura Whiri i te Reo Māori ; en anglais : Māori Language Commission) est une entité de la Couronne autonome de la Nouvelle-Zélande instituée par la Loi sur la langue maorie de 1987 (Māori Language Act 1987),. La Loi sur la langue maorie de 2016, qui remplace la précédente, fait continuer l'existence et le rôle de la Commission.

## Missions
La Commission a plusieurs missions parmi lesquelles initier, développer, coordonner, examiner, conseiller et aider à la mise en œuvre de politiques, procédures, mesures et pratiques conçues pour donner effet à la déclaration à l'article 3 de la présente loi de la langue maorie comme langue officielle de Nouvelle-Zélande.